# عاشور حسنی
عاشور حسنی (انگلیسی: Achour Hasni؛ زادهٔ ۲۵ فوریهٔ ۱۹۷۲) بازیکن هندبال اهل الجزایر بود.